# Thymus leptophyllus
Thymus leptophyllus — вид рослин родини глухокропивові (Lamiaceae), Ендемік сходу Іспанії. Етимологія: лат. leptos — «тонкий», o — сполучна голосна, грец. φυλλον — «листок», us — латинізуючий суфікс.

## Опис
Напівчагарник до 15 см заввишки, дерев'янистий, принаймні при основі, ±лежачий. Квіткові стебла до 15 см, запушені. Листки 3.5–8.5 × 0.8–1.6 мм, ланцетні або лопатеві, плоскі, гладкі, з розсіяними жовтуватими сфероїдальними залозами. 
Суцвіття діаметром ≈12 мм, головчасті. Приквітки подібні до листків. Квіти з квітконіжками ≈2 мм, волосатими. Чашечка 4–6 мм, з помітними жилками; трубка ≈2 мм, гола або волохата, як правило, із залозковими волосками, інколи пурпуровими. Вінчик ≈5 мм, білий, кремовий або рожевий. Пиляки пурпурового кольору. Горішки 0.6–1.1 мм. 2n = 28, 56.

## Поширення
Ендемік сходу Іспанії.
Населяє соснові ліси, відкриті чагарникові місцевості, сухі злакові трав'янисті землі, на вапняках, пісковиках або кремнієвих субстратах; на висотах 700–2000 м н.р.м.